# Blamécourt
Blamécourt era una comuna francesa que estaba situada en el departamento de Valle del Oise, de la región de Isla de Francia, que en 1964 pasó a formar parte de la comuna de Magny-en-Vexin.

## Historia
En 1863 absorbe, con Arthieul, la comuna de Velanne.

## Demografía
| Gráfica de evolución demográfica de Blamécourt entre 1800 y 1954 |
|                                                                  |

Los datos demográficos contemplados en este gráfico se han cogido de la página francesa EHESS/Cassini.